# إكليل شمسي

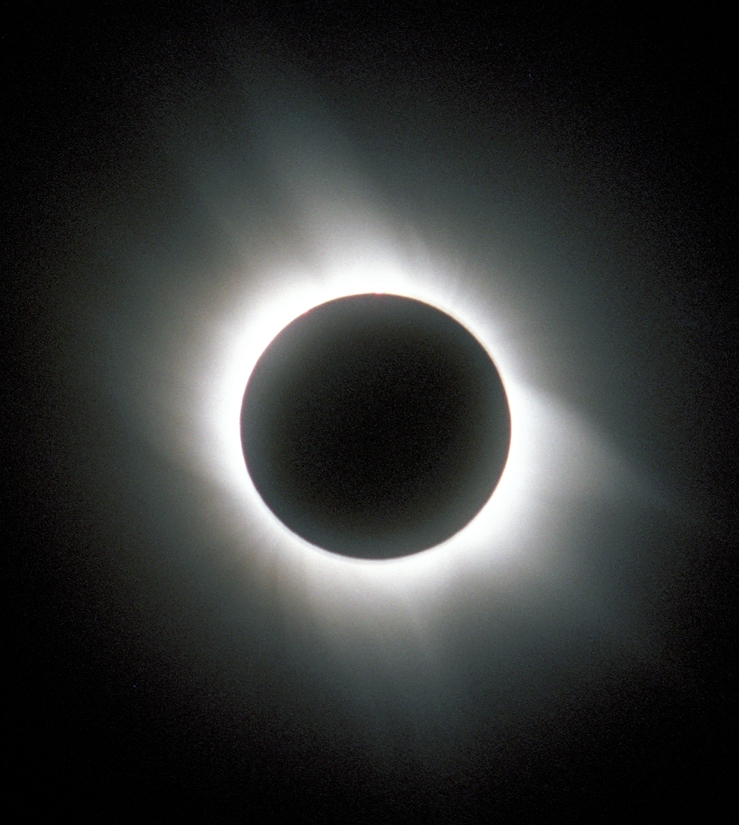
الإكليل الشمسي خلال كسوف الشمس عام 2006.

الإكليل الشمسي كما ظهر خلال كسوف الشمس عام 1999.

الإكليل الشمسي أو إكليل الشمس أو الهالة الشمسية أو الطبقة التاجية أو الطوق الشمسي (بالإنجليزية: Corona) هي منطقة «جو» خفيفة ناصعة محيطة بالشمس، لا يمكن رؤيتها إلا في وقت الكسوف الكلي للشمس. ويمتد الإكليل إلى نحو 1 - 3 من قطر الشمس خارجها ويمثل منطقة وسطية بين الشمس والفضاء الخارجي. ويستطيع العلماء قياس المنطقة الداخلية للإكليل في جميع الأوقات بدون الانتظار حتى حدوث الكسوف، وذلك بوضع قطعة معدنية مستديرة صغيرة في التلسكوب تحجب الشمس نفسها كما يحدث في الكسوف.
وترجع الصفات الطيفية غير العادية للإكليل الشمسية إلى درجة حرارة العالية، مما دعا بعض علماء القرن التاسع عشر إلى الاعتقاد بتواجد عنصر غير معروف فيها أسموه كورونيوم. ثم بينت القياسات والبحوث العلمية بعد ذلك أن هذا الطيف الغريب يعود إلى الحديد شديد التأين (Fe-XIV)، والذي يتسبب في ارتفاع درجة الحرارة خارج الشمس في الإكليل إلى 1 - 2 مليون درجة مئوية.

## إكليل ساخن

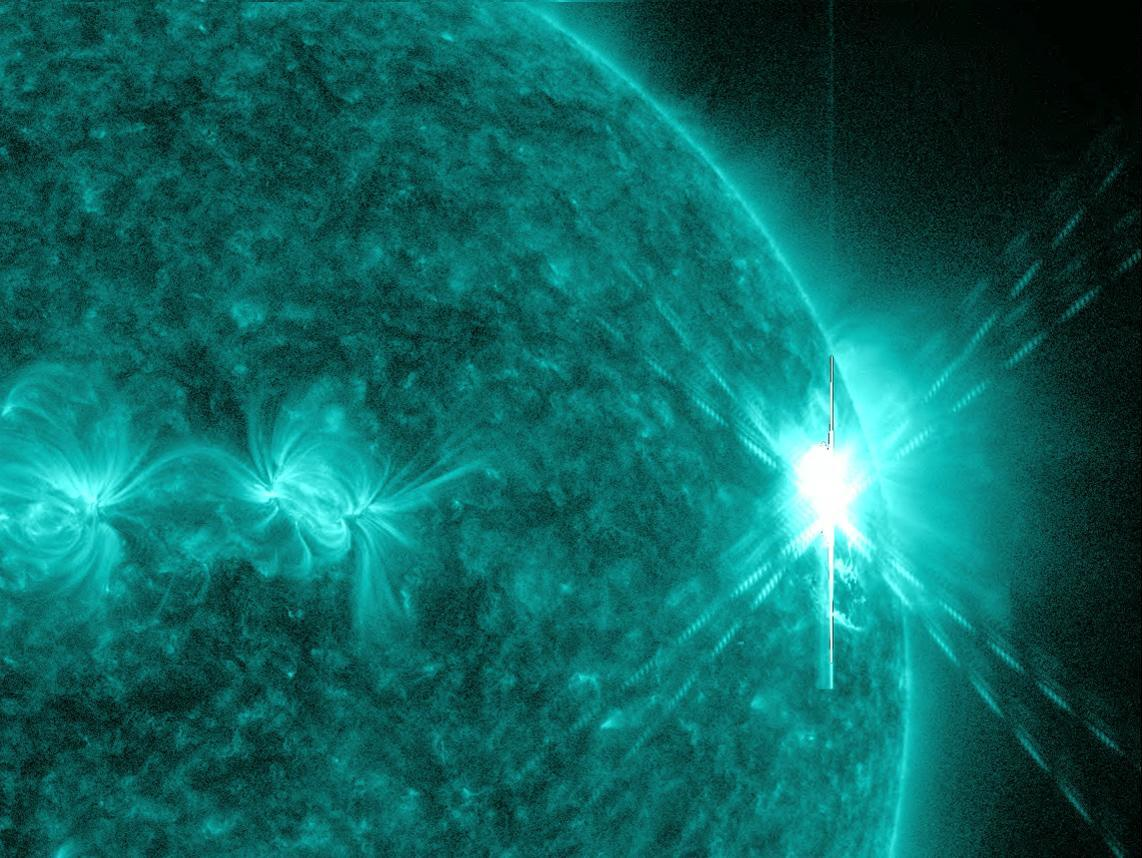
أثناء اندلاع شمسي حدث في مارس 2012 نتج عنه انبعاث كتلي إكليلي، هذا الانفجار الشمسي ليس متجها إلى الأرض وبالتالي فهو لا يؤثر عليها.

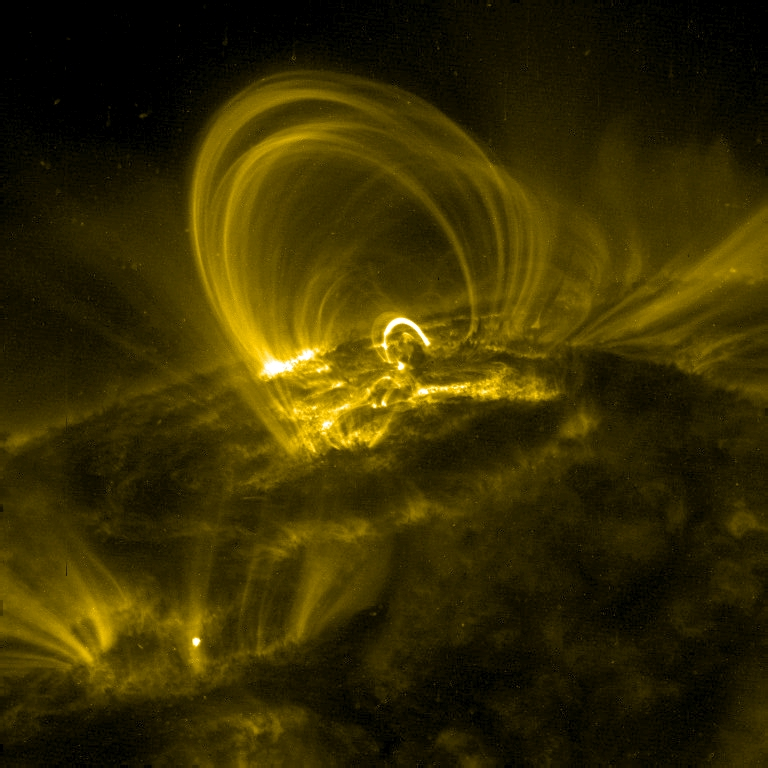
حلقات مغناطيسية في الإكليل.

يقع الغلافان الشمسيان الغلاف اللوني والغلاف الضوئي أسفل من الإكليل. ويتكون الإكليل من غازات متأينة في حالة بلازما ويتميز الإكليل بأن درجة حرارته أعلى كثيرًا من الغلافين الأسفل منها وتصل درجة حرارته عدة ملايين كلفن. في حين يبلغ درجة حرارة سطح الشمس نحو 5780 درجة فقط. أسباب نشأة الإكليل وآليات تكوّن درجة الحرارة العالية فيها لا تزال غير مفهومة تماما ويبحث فيها العلماء سواء بالمراصد الأرضية أو بمراصد ترسل على أقمار صناعية.
ويتبوأ فرع الفيزياء الخاص «بفيزياء الشمس» أهمية خاصة لدى العلماء حيث يؤثر النشاط الشمسي وظهور البقع الشمسية تأثيرا مباشرا على الأحوال على الأرض وأحيانا تحدث عواصف شمسية تؤدي إلى إصابة الأرض بوابل من الجسيمات تتسبب في انقطاع التيار الكهربائي في بعض أنحاء العالم مثلما حدث في كندا في سبتمبر 2003، كما تهدد تلك الجسيمات السريعة صحة رواد الفضاء وأحيانا تفسد أجهزة الأقمار الصناعية. لهذا تهتم فيزياء الشمس بإرسال مراصد قريبة منها لدراستها، دراسة الإكليل الشمسي ودراسة النشاط الشمسي.
في أوقات النشاط الشمسي قد يمتد الإكليل المرئي إلى عدة ملايين كيلومترات وبالتالي قد يبلغ 2 إلى 3 قطر شمسي فوق الغلاف الضوئي (سطح الشمس). ويظهر الإكليل في هيئة إشعاعية إلى الخارج بسبب مغناطيسية الإكليل ويتغير كل 11 سنة مع دورة النشاط الشمسي. وبسبب التشكيلات المختلفة للمجال المغناطيسي والتي توجد فيها البلازما، فإن الأشعة المرئية تظهر أثناء قمة النشاط الشمسي في جميع الاتجاهات حول الشمس بينما أثناء فترات الهدوء فيغلب وجود الإكليل عبر الدائرة الاستوائية للشمس.

## تفسيرها
توجد عدة نماذج فيزيائية تفسّر تسخين الإكليل الشمسي، حيث تصل درجة الحرارة فيه عدة ملايين درجة بينما لا تتعدى درجة حرارة سطح الشمس 5800 درجة. ومن تلك النماذج تشتت موجات البلازما (جسيمات أولية مشحونة) وتغيرات مستمرة في أشكال الحقول المغناطيسية على الشمس، وانتشار تصادمي لتيارات كهربائية، وتسخين من خلال موجات تصادمية وبعض التأثيرات الأخرى. وقد ساهمت في الحصول على تلك النتائج عدة أقمار صناعية قامت بالرصد، مثل «مرصد الشمس وغلافها» سوهو ومسبار تريس ومرصد شاندرا الفضائي للأشعة السينية والقمر الصناعي RHESSI. كما سوف يقوم «مسبار الشمس +» مسبار باركر أثناء وجوده في فلك حول الشمس على بعد نحو 4 أقطار من الشمس بقياسات في الإكليل.

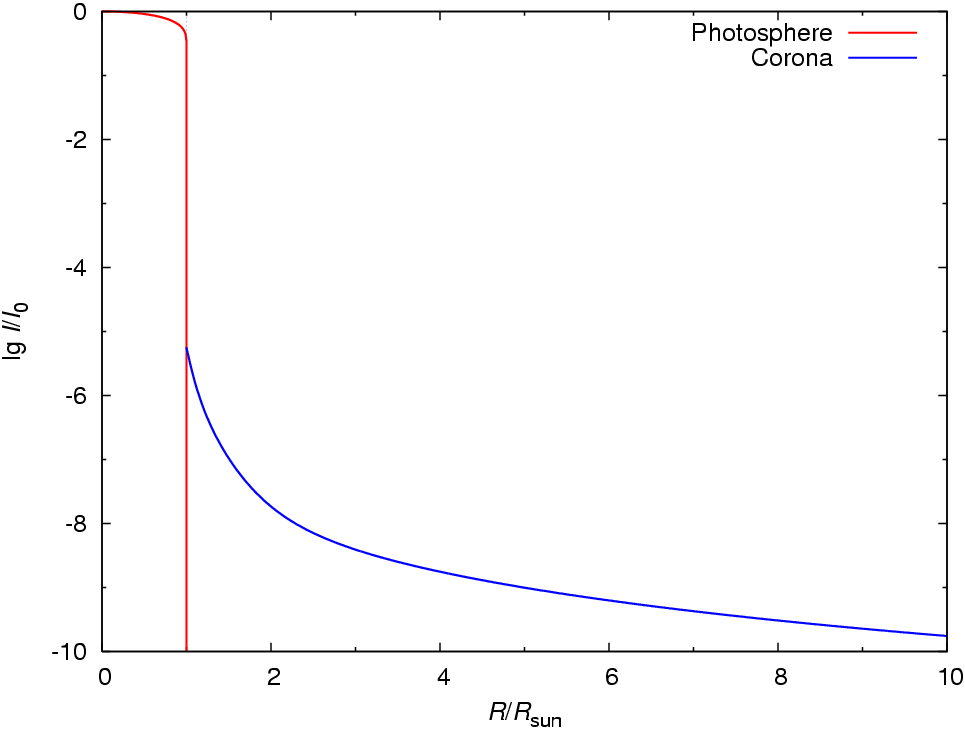
المنحنى الضوئي اللوغاريتمي لإكليل الشمس (أزرق). ويمثل المنحنى الأحمر الغلاف الضوئي للشمس وانخفاض اللمعان بالابتعاد عن سطح الشمس.

يوجد تدرج شديد في درجة الحرارة في المنطقة التحتية من الإكليل حيث تنخفض فيها الكثافة بالابتعاد عن سطح الشمس (انظر الشكل). وخلال عدة مئات الكيلومترات فوق السطح ترتفع طاقة الحركة لجسيمات البلازما إلى نحو مليون درجة مئوية. وتتسبب درجة الحرارة العالية وبعض آليات التسارع إلى نشأة الريح الشمسية التي تنتشر في الفضاء. وينشأ تسارع الجسيمات المشحونة عن تواجدها في موجات أو أعاصير مغناطيسية شديدة تعمل على تسريع جسيمات البلازما المتكونة بصفة أساسية من بروتونات وإلكترونات.
كما يرجع سبب تسخين الإكليل إلى تلك الدرجات العالية كون كثافته منخفضة جدا. وتمثل درجة حرارته العالية ما يكتسبه أي غاز أو البلازما من طاقة حركة لجسيماته. فإذا وجد جسم صلب على نفس البعد من الشمس فستكون درجة حرارته أقل بكثير، حيث يحدث فيه توازن حراري مختلف تماما عن التوازن الحراري في غاز أو بلازما.
وتصف المعادلة التقريبية التالية شدة إشعاع الإكليل كما يرجع سبب تسخين الإكليل إلى تلك الدرجات العالية كون كثاقته منخفضة جداً. وتمثل درجة حرارته العالية ما يكتسبه أي غاز أو البلازما من طاقة حركة لجسيماته. فإذا وجد جسم صلب على نفس البعد من الشمس فستكون درجة حرارته أقل بكثير، حيث يحدث فيه توازن حراري مختلف تماما عن التوازن الحراري في غاز أو بلازما.
وتصف المعادلة التقريبية التالية شدة إشعاع الإكليل (Lit.: November & Koutchmy, 1996) خارج الشمس بالنسبة لدرجة إشعاع قرص الشمس نفسه ابتداء من مركز فرص الشمس:
{\displaystyle {I(\rho ) \over I(0)}=10^{-6}\left({\frac {3{,}670}{\rho ^{18}}}+{\frac {1{,}939}{\rho ^{7{,}8}}}+{\frac {0{,}0551}{\rho ^{2{,}5}}}\right)\;\quad \rho >1}
حيث
{\displaystyle \rho } هي مسافة بدون وحدات من مركز الشمس، وهي تساوي هنا
{\displaystyle \rho =1} عند حافة الشمس.
تمثل تلك المعادلة التقريبية متوسط زمني ومكاني لأن شدة إشعاع الإكليل يعتمد اعتمادا قويا على خطوط العرض على الشمس وعلى النشاط الشمسي وقت المشاهدة.

## الضياء الكلي للإكليل
بإجراء التكامل للمعادلة السابقة من حافة الشمس {\displaystyle \rho =1} حتى مالانهاية نحصل على الضياء الكلي للإكليل، وذلك عند حدوث كسوفًا كليًا للشمس. ويبلغ الضياء الكلي للإكليل نحو
1,6 · 10−6 من الضياء الكلي للشمس، أو من قدرها الظاهري البالغ
−12m,3. ذلك الضياء ضعيف وهو يعادل القدر الظاهري لضياء القمر عندما يكون بدرًا. ولذلك فإننا نستطيع مشاهدة الإكليل أثناء الكسوف الكلي للشمس من دون لوح غامق واقي للعين. وبمجرد أن يتزحزح القمر عن الشمس ويظهر خلفه هلال رفيع من الشمس يختفي الإكليل عن أعيننا بسرعة. وعندئذ لا بد من استخدام واقي للعينين لمتابعة مشاهدة الكسوف.

## التكوين الطيفي للإكليل
يتكون ضوء الإكليل الشمسي من ثلاثة أجزاء أساسية، تظهر في التحليل الطيفي:
- الإكليل F : ويتكون ضوؤها من ضوء الشمس المنعكس على غبار، وتسمى خطوطها الطيفية بأول حرف من اسم مكتشفها «فراونهوفر» الألماني (خطوط فراونهوفر).
- الإكليل K : وهذه أيضا أشعة متشتتة على إلكترونات. ونظرا لأن سرعة حركة الإلكترونات مختلفة فإن أطوال موجات الضوء المتشتت عليها يعاني انزياح دوبلر، مما يجعل خطوط طيف فراونهوفر تنساب في طيف مستمر ولا تصبح خطوطا منفصلة واضحة.[22]
- الإكليل L : وهذه خطوط طيف مميزة يصدرها غاز الإكليل نفسه.

## اقرأ أيضًا
| - ريح شمسية - ريح نجمي - نشاط شمسي - اندلاع شمسي - الانفجار العظيم - خط زمني للانفجار العظيم - مجموعات وعناقيد المجرات - مجرة مظلمة - مجرة حلزونية - مجرة إهليجية - نجم | - فيض راديوي شمسي - دورة شمسية - سوهو (مسبار شمسي) - مرصد شاندرا الفضائي للأشعة السينية - قزم أبيض - عملاق أحمر - نجم نيوتروني - ثقب أسود - مسييه 100 - المرأة المسلسلة (مجرة) |  |